# بوري الشفة الغليظة الرمادي
بوري الشفة الغليظة الرمادي أو بوري ضخم (الاسم العلمي: Chelon labrosus)، هو نوع من أنواع الأسماك الساحلية التي تنتمي لعائلة أسماك البوري. يبلغ طول هذه الأسماك بشكل عام حوالي 32 سنتيمتر (13 بوصة)، وأكبر حجم تم توثيقه لهذه الأسماك حوالي 75 سنتيمتر (30 بوصة). سمي هذا السمك باسمه نسبة لشفته العلوية السميكة والغليظة، وبسبب لونه الرمادي-الفضي.

## أماكن التواجد
هذه الأسماك تكون شائعة التواجد بالقرب من السواحل التي يكون عمق المياه بها ضحل والتي من الممكن أن توفر الحماية والمأوى لها، يتواجد هذا النوع من الأسماك أيضا عند مناطق مصبات الأنهار، وفي المياه التي تكون حول محطات توليد الطاقة الكهربائية، ومياه الصرف الصحي؛ من الممكن أن تدخل هذه الأسماك أيضا إلى مناطق المياه العذبة.
تتواجد هذه الأسماك في شمال المحيط الأطلسي، من آيسلندا إلى السنغال وصولا نحو الرأس الأخضر، كما وتتواجد أيضا في البحر الأبيض المتوسط وجنوب غرب البحر الأسود. هذا النوع من الأسماك يعتبر مهاجر جزئيًا، حيث يتجه نحو الشمال في فترة الصيف.

## التغذية
تتغذى هذه الأسماك بشكل رئيسي على الدياتوم الذي يتواجد في النطاق القاعي، كما ويشتمل نظامها الفدائي على الطحالب الهوائية، واللافقاريات الصغيرة حجما، والمخلفات المتنوعة (مثل الحطامات والنفايات وما يشبه ذلك).

## التكاثر
تضع أسماك بوري الشفة الغليظة الرمادي بيوضها خلال موسم الشتاء. ويتواجد بعد ذلك؛ كل من البيض، والأسماك التي تكون حديثة الولادة في منطقة البحر المفتوح.  

## علاقتها مع الإنسان
تعتبر أسماك بوري الشفة الغليظة الرمادي قيمة ومعتبرة كأسماك التي تصطاد من أجل أكلها؛ أو كأسماك يتم صيدها خلال ممارسة هواية الصيد؛ حيث تعتبر أسماك عنيدة وقوية الهمة وتقاوم محاولات اصطيادها. 